# Luc-Jacques-Édouard Dauchy
Pour les articles homonymes, voir Dauchy.
Hue-Jacques-Édouard Dauchy, né le 12 octobre 1757 à Saint-Just-en-Chaussée, où il est et mort le 17 juillet 1817, est une personnalité politique française, active pendant la période de la Révolution française et du Premier Empire.

## Biographie
Hue-Jacques-Édouard Dauchy est le fils d'un aubergiste de Saint-Just-en-Chaussée, dont la situation sur l'axe Paris-Calais lui assure des confortables revenus.
Propriétaire-cultivateur et maître de la poste aux chevaux à Saint-Just, il cherche à développer les nouvelles techniques agricoles et, en 1780, introduit l'élevage du mouton mérinos pour développer l'industrie locale du drap.

### Carrière politique
En 1789, il est élu député aux États généraux, par le bailliage de Clermont-en-Beauvoisis, par 163 voix. Il s'y montre révolutionnaire mais modéré et s'implique dans les débats sur les impôts, dans le Comité sur l'imposition personnelle, avec Talleyrand, Defermon des Chapelières, La Rochefoucauld, Roederer, Jary, Dupont de Nemours et d’Allarde. Le 6 juin 1791, il devient président de l'Assemblée constituante. Il profite par ailleurs de la vente des biens nationaux pour acquérir quelques dizaines d'hectares autour de la ferme de Boutavent près de Saint-Just-en-Chaussée.
Lors de la dissolution de l'Assemblée constituante, il est élu administrateur du département de l'Oise. Le 25 vendémiaire an IV (17 octobre 1795), il est élu par ce département au Conseil des Cinq-Cents. Toujours modéré, il siège aux côtés des clichyens. Lors du coup d'État du 18 fructidor an V, il est arrêté et incarcéré à la prison du Temple. Il échappe cependant à la proscription grâce à sa modération et conserve son siège.

### Carrière administrative
Rallié à Bonaparte après le 18 brumaire, il est nommé préfet de l'Aisne le 11 ventôse an VIII (2 mars 1800). Nommé conseiller d'État le 27 fructidor an X (14 septembre 1802), sur l'intervention du second consul, il est en cette qualité envoyé par Cambacérès constater les conséquences des fortes pluies du mois de juillet 1804 sur les récoltes.
Nommé, le 14 floréal an XIII (3 mai 1805), préfet du Marengo, il devient, le 8 février 1806, intendant général des Provinces illyriennes. De retour en France en 1813, il réintègre le conseil d'État.

### Retour en politique
Lors des Cent-Jours, Dauchy est élu député de l'Oise par 69 voix sur 97 votants. Il se retire ensuite de la vie publique,.

## Distinctions
Chevalier de la Légion d'honneur le 9 vendémiaire an XII (1er octobre 1803), il est promu commandant dans cet ordre le 25 prairial suivant (14 juin 1804).
Le 3 mai 1810, il est fait comte de l'Empire.

## Famille
Sa sœur Marie Marguerite Élisabeth Dauchy (1750-1840) épouse Pierre-Charles Legrand, cousin du général Legrand. De cette union nait Léon-Victorin Legrand, dit Le Grand de l'Oise, commandeur de la Légion d'honneur (1844), député de l'Oise (1831-1848) et conseiller général,. C'est grâce à l’amitié de son oncle avec Jacques Defermon que Léon-Victorin peut entrer dans l'inspection des Finances.

## Prénom
Hue Jacques Édouard Dauchy est fréquemment dénommé "Luc" dans des sources postérieures. Pourtant, les documents historiques le désignent bien par le prénom "Hue". C'est ainsi le cas dans les registres d’État civil rapportant son baptême (rédigé le 13 octobre 1757) et son décès (rédigé le 18 juillet 1817). Le numéro 157 de la gazette nationale (février 1804) rapporte aussi un procès-verbal du Conseil d’État signé, entre autres, par Dauchy et contenant la phrase "Nous L. P. Ségur, H.J. Édouard Dauchy, et André-Julien Dupuy, conseillers d'état (...)".